# Альпійська балада (повість)
«Альпійська балада» — повість білоруського письменника Василя Бикова, написана в 1964 році.

## Історія створення
Василь Биков брав участь у Другій світовій війні і вважав обов'язком розповісти правду про неї. Письменник розповідав про свою зустріч з реальною полонянкою "в смугастій куртці і темній спідничці", яка шукала Івана:  
"Зрозуміло, Іванів у нас було багато, але ні один з них не здався їй тим, кого вона розшукувала. Ми запитали, якого саме Івана вона шукає. Дівчина розповіла приблизно наступне: її звуть Джулія, вона італійка з Неаполя. Рік тому, влітку 44-го, під час бомбардування військового заводу вона втекла в Альпи, де зустріла російського військовополоненого. Кілька днів вони блукали в горах, голодні, без теплого одягу, перейшли гірський хребет і одного разу в туманний ранок напоролися на поліцейську засідку. Її схопили і знову кинули в табір, а що сталося з Іваном, вона не знає". 
Вісімнадцять років по тому письменник написав повість, яка мала кілька робочих назв. Одна з них – "Про що шумлять клени". У першій редакції повісті Іван убивав Джулію, не бажаючи віддати на поталу фашистам своє кохання.

## Пояснення назви
У назві твору автор зазначив місцевість, яка стала  місцем  випробування героїв на мужність і витривалість. В Альпах Іван і Джулія пізнали кохання, відчули найвище щастя. Сувора і прекрасна природа Альп співзвучна подіям і почуттям героїв. Повість Василь Биков називає баладою, тому що герої переживають романтичні пригоди, вони здатні до самопожертви, а їхнє кохання протиставлене насиллю і смерті. З європейською баладою твір ріднять напружений сюжет і динамічність. У цій повісті улюблений тип героя Бикова. Герой переживає не лише романтичне кохання, а й  випробування: полон, знущання, нелюдські умови існування. Проте Іван Терешка зумів зберегти гідність, волю до опору і боротьби. І це є подвиг. У полоні і особливо під час втечі виявилось, на що він був здатний.

## Сюжет
У повісті дві сюжетні лінії: 1) епізоди втечі та переслідування в’язнів; 2) історія кохання білоруського юнака Івана Терешка та італійки Джулії. Дія відбувається в середині  Другої світової війни, в Австрії, в таборі військовополонених біля Альп. З концтабору здійснюють втечу радянський солдат Іван і італійська дівчина Джулія. Їх зустріч випадкова і несподівана. Разом вони проводять в Альпах "три величезних, як вічність, дні кохання, пізнання і щастя". Вони прагнуть врятуватися від переслідування, але німці  наздоганяють втікачів. 
Зав’язкою повісті є сутичка героя із Зандлером, втеча із табору. Розвиток дії: нелегкий шлях Івана та Джулії в Альпах. Кульмінація: кохання Івана та Джулії. Розв’язка: порятунок Джулії та загибель Івана. Епілог – лист Джулії до рідних Івана.

## Композиція
У повісті двадцять чотири розділи та епілог. До композиції входять також ліричні відступи у вигляді історії про втечу з табірного ув'язнення Івана і символічний сон юнака.  
Автор в якості елемента використовує епістолярне стильове оформлення — листи головної героїні, що залишилася завдяки коханому живою і народила від білоруського юнака сина. Епілог також є листом головної героїні.

## Жанр
За жанром твір Василя Бикова лірична повість.

## Образи героїв
Василь Биков зізнавався, що йому "значно більше хочеться сильніше розмірковувати не про війну, а про моральний стан людини і можливості її духу". Для характеристики героїв письменник застосовує різні художні прийоми у вигляді діалогової мови, та зворушливі монологи молодих людей.   
Головний герой – простий білоруський тракторист Іван Терешка "сьорбнув у тяжкі часи свого життя чимало горя".
У минулому він пережив голод 1933 року, брав участь у бойових діях, отримав поранення, потрапив у полон, здійснив кілька невдалих втеч з фашистського концтабору. За колишні бої мав три подяки від командування та дві медалі «За відвагу». Але особливо в полку він нічим не виділявся серед інших піхотинців. Втеча з полону змінила його. Герою доводиться терпіти голод, фізичну втому, холод, моральні муки. Але в серці героя, всупереч всьому живе милосердя і співчуття, навіть до тварини, з якою довелося Івану битися. Кохання, а йому з двадцяти чотирьох розділів повісті присвячено шість, стало випробуванням, яке герой проходить з честю. Жертвуючи собою, Іван допомагає Джулії врятуватися.
Джулія Новеллі – італійська студентка, дочка заможних батьків, антифашистка. Дівчина тендітна і вродлива, з гнучким, тоненьким станом, маленькими, гострими персами, "у довгій, не на її зріст куртці з підкачаними рукавами і червоним трикутником на грудях", з "копицею чорного, давно не стриженого волосся", чорними, мов маслини очима. Волею долі герої закинуті в одне місце — на завод в Італії, де працювали смертники — полонені і антифашисти. За три дні Джулія стала для Івана "чистою і найбезкорисливішою у світі істотою", "чарівною таємницею природи", "маленьким людським дивом".

## Екранізація повісті
Італійський кінорежисер Джузеппе Де Сантіс хотів зняти фільм «Альпійська балада». У 1965 році він звертався до керівництва кінематографії СРСР з проханням продати сценарій Василя Бикова і право на постановку фільму. Але йому відмовили.
1965 року фільм «Альпійська балада» (рос. «Альпийская баллада») зняв режисер Борис Степанов.
Інтерес італійців був настільки великим, що на зйомки в Теберду прилітала італійська актриса, яку Де Сантіс хотів зняти в ролі Джулії. Вона хотіла подивитися на Любов Румянцеву, якій «пощастило зніматися за твором Бикова» .